# Східнокорейські гори
Східнокорейські гори (або гори Тхебек; кор. 태백산맥, Taebaek Sanmae) — гірське пасмо на сході Корейського півострова. Простягається через історичні провінції Канвон і Кьонсан на 819 кілометрів у напрямку північ-південь.
Східні схили прямовисні, уриваються до узбережжя; західні — більш похилі: тут беруть початок річки Нактонган і Намханган (Південна Хан, твірна річки Хан). Відроги (наприклад, Собек) орієнтовані на південний захід.